# Kender
Els kenders són éssers ficticis d'estatura petita en el món de Dragonlance.
Estan emparentats amb els gnoms i els nans. Després varen trobar la gemma grisa, alguns dels mitjans de la raça original volien la gemma per avarícia: aquests es varen convertir en nans, els que la volien per inventar coses amb el seu poder es varen convertir en gnoms i els que només la volien per curiositat, els kenders. Això no és del tot acceptat per les races mencionades, en especial pels nans.
Al continent d'Ansalon estan bàsicament establerts en dos llocs: Kendermore i l'Hylo. No obstant això, és habitual trobar-los en qualsevol lloc del món, donada la seva naturalesa aventurera. Les seves construccions acostumen a ser poc cuidades i la seva disposició en els carrers totalment caòtiques (per als membres d'altres espècies, no per ells). També poden trobar-se en el continent de Taladas, si bé aquests difereixen una mica en la seva conducta respecte als seus parents de més cap al sud.

## Característiques
Mesuren en al voltant dels 120 centímetres i acostumen a dur el pèl recollit en una pinta, el qual és el seu orgull. Els seus rostres es mostren jovials tota la vida, si bé en arribar a una certa edat són solcats per diverses línies de fines arrugues (característica que jutgen molt atractiva).
Són criatures curioses per naturalesa, hàbils en l'art de robar, amistoses amb tot el món. Perdonen amb facilitat les ofenses i arriben a estar convençuts que els objectes que roben als altres sers els arribaren per accident als seus saquets (o butxaquetes) o posen una altra excusa similar. Això últim es deu a la seva naturalesa d'intentar agafar tot allò que els cridi l'atenció, sense ser moltes vegades conscients en realitat del que estan fent. En la seva societat això no és considerat robar, ja que ells tenen un concepte diferent de la propietat. Entre ells és absolutament normal agafar manllevades les coses d'altres persones (o criatures) si aquestes no les estan utilitzant. S'ofenen molt si els diuen lladres, ja que, com a la majoria de cultures no dolentes, els kender són contraris als crims.
Són immunes a la por a menys que sigui de naturalesa màgica, com el que provoca una Torre de l'Alta Bruixeria o l'aura de por que els envolten als dracs del mal.